# Wolong (Nanyang)
Der Stadtbezirk Wolong (chinesisch 卧龙区, Pinyin Wòlóng Qū) gehört zum Verwaltungsgebiet der bezirksfreien Stadt Nanyang in der chinesischen Provinz Henan. Er hat eine Fläche von 1.018 km² und zählt 963.800 Einwohner (Stand: Ende 2018).

## Administrative Gliederung
Auf Gemeindeebene setzt sich der Stadtbezirk aus sieben Straßenvierteln, sieben Großgemeinden und vier Gemeinden zusammen. 